# Ayvalı, Ürgüp
Ayvalı là một xã thuộc huyện Ürgüp, tỉnh Nevşehir, Thổ Nhĩ Kỳ. Dân số thời điểm năm 2011 là 717 người.